# Jaume Huguet

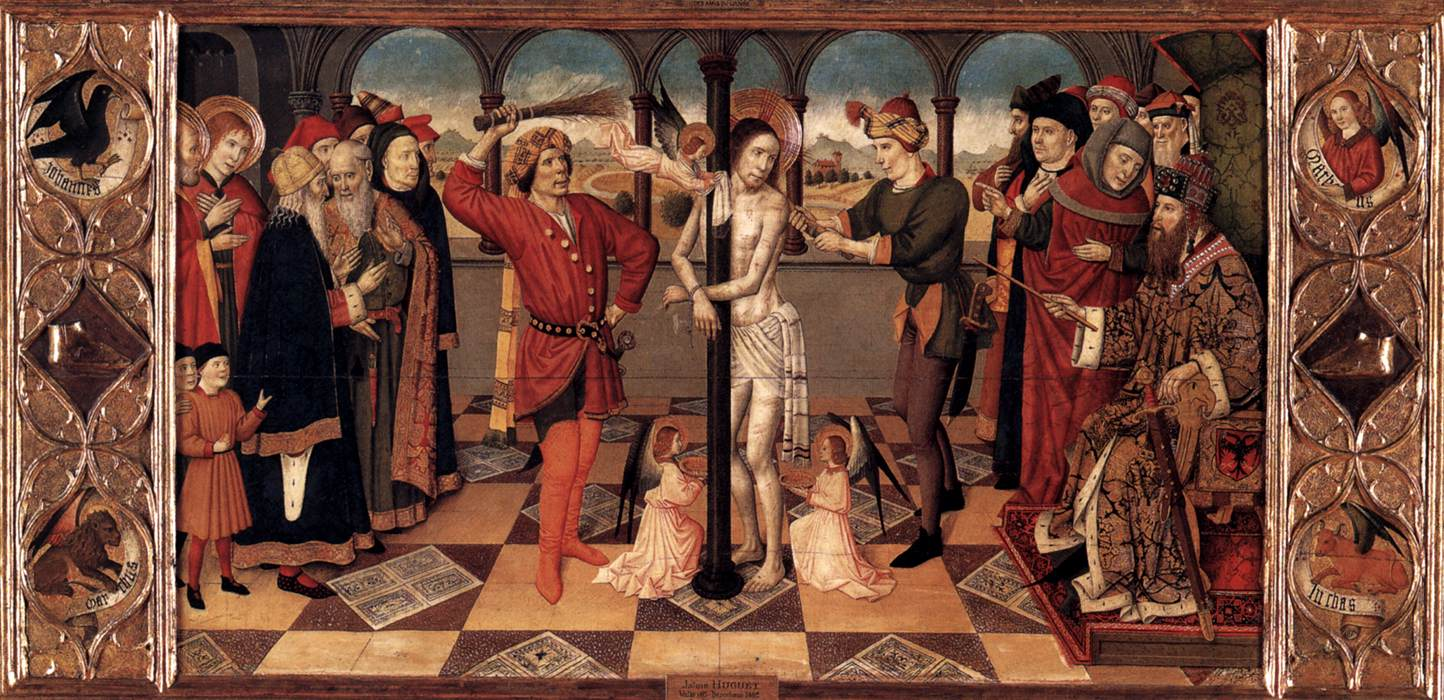
O Flagelo de Cristo, Museu do Louvre, Paris

Jaume Huguet (Valls, 1412 — Barcelona, 1492) foi um pintor gótico catalão.
Originalmente de Valls, mudou-se para Tarragona para ficar com seu tio, Pere Huguet, que também era pintor. Quando se mudou para Barcelona, encontrou Bernat Martorell e tomou contato com as novas tendências de seu tempo. Entre 1440 e 1445 trabalhou em Saragoça e mais tarde em Tarragona, onde foi influenciado pelo estilo flamengo de Lluis Dalmau. 
Uma das suas obras mais importantes e o retábulo da capela de St. Agatha do Palácio Real de Barcelona, também chamado de "o Condestável", encargo da D. Pedro de Coimbra, Condestável de Portugal (1464-1465) tras a sua proclamação como Conde de Barcelona (Museu de História de Barcelona)